# 18596 Супербус
18596 Супербус (18596 Superbus) — астероїд головного поясу, відкритий 21 січня 1998 року.
Тіссеранів параметр щодо Юпітера — 3,531.
Названо на честь Луція Тарквінія Гордого (лат. Lucius Tarquinius Superbus або Тарквіній II) - останнього, сьомого царя Стародавнього Риму у 534-509 р. до н. е.